# 李钟琪
李钟琪（1957年—），陕西凤翔人，中国男子射击运动员，国际级运动健将。曾参加1984年和1988年夏季奥运会25米手枪速射项目，分别获得第13名和第16名。